# Dušica Labović
Dušica Labović (Bar, 28. oktobar 1982) crnogorski je romanopisac i dramski pisac.

## Biografija
Rođena je 28. oktobra 1982. godine u Baru, u Crnoj Gori. U rodnoj Budvi je završila gimnaziju, a zvanje diplomiranog profesora filozofije stekla je na Filozofskom fakultetu u Nikšiću 2006. godine, nakon čega nastavlja da izučava filozofiju drevnog Istoka i drevnog Zapada. Diplomu Master upravljanja savremenim projektima stekla je 2015. godine na MGIIT "Moskovskom Gosudarstvenom Institutu imena U.A. Senkeviča".

## Dela
Do sada je objavila tri knjige: roman "Enso" (2013), roman "Tajna jednog mosta" (2014), dramu "Lucia della Butua" (2015) i dramu "Veličine i boje" (2016). Romani "Enso" i "Secret of a bridge" objavljeni su na engleskom jeziku u Kindle ediciji na Amazonu 2017 godine. 
Saradnik je Naučno izdavačkog centra “Akademski” u Moskvi. Od 2008. godine živi u Moskvi.

### Bibliografija
- Roman Enso roman  — 2013.
- Roman Tajna jednog mosta roman — 2014.
- Drama Lucia della Butua tragedija - 2015.
- Drama Veličine i boje komedija naravi (društvena komedija) - 2016.

## Spoljašnje veze
- Dusica Labovic. Gostovanje u emisiji "Dobro Jutro"
- Razgovori sa knjizevnicima
- Pravi put je put srca
- Enso
- Amfiteatar - 23.emisija